# Tersnaus
Tersnaus ([tərˈsnaʊ̯s]ⓘ) war eine selbstständige politische Gemeinde im Val Lumnezia im schweizerischen Kanton Graubünden. 2002 ging Tersnaus in der Fusionsgemeinde Suraua auf. Seit dem 1. Januar 2013 ist sie Teil der neugebildeten Gemeinde Lumnezia.

## Geographie
Tersnaus liegt am Eingang zum Valser Tal auf einer Höhe von m ü. M. Das Haufendorf Tersnaus liegt auf einer Höhe von 1063 m ü. M. rund 600 Meter von der Hauptstrasse Ilanz–Vals entfernt im unteren Lugnezertal am Ausläufer des Calasagrates. Nachbargemeinden waren Camuns, St. Martin (Lugnez), Surcasti und Uors-Peiden. Die Häuser sind schachbrettartig angeordnet. Diese besondere Struktur erhielt das Dorf beim Wiederaufbau nach einem verheerenden Dorfbrand, dem praktisch alle Gebäude zum Opfer fielen. Die Notlage nach der Brandkatastrophe veranlasste viele Einwohner, das Dorf zu verlassen. Als Folge davon wanderten die Bürger der Gemeinde ab, es kam jedoch zu einer Wiederbesiedlung.
Als alpin geprägtes Bauerndorf mit Strukturproblemen und Abwanderungsdruck verzeichnete Tersnaus eine ähnliche demographische Entwicklung wie die übrigen Dörfer im Val Lumnezia. Von 129 Einwohnern im Jahre 1950 sank die Einwohnerzahl auf 62 im Jahre 1980, um kurzzeitig auf 87 im Jahre 1996 anzusteigen. Im Jahre 2000 fiel die Zahl auf rund 70 zurück. Eine Verbesserung der Existenzgrundlage für die örtliche Bevölkerung brachte in Tersnaus die agrarische Gesamtmelioration, welche im Jahre 1999 nach 15-jähriger Bauzeit abgeschlossen werden konnte. Parallel zur Gesamtmelioration konnte die Gemeinde anschliessend die übrige Infrastruktur ausbauen.

## Geschichte

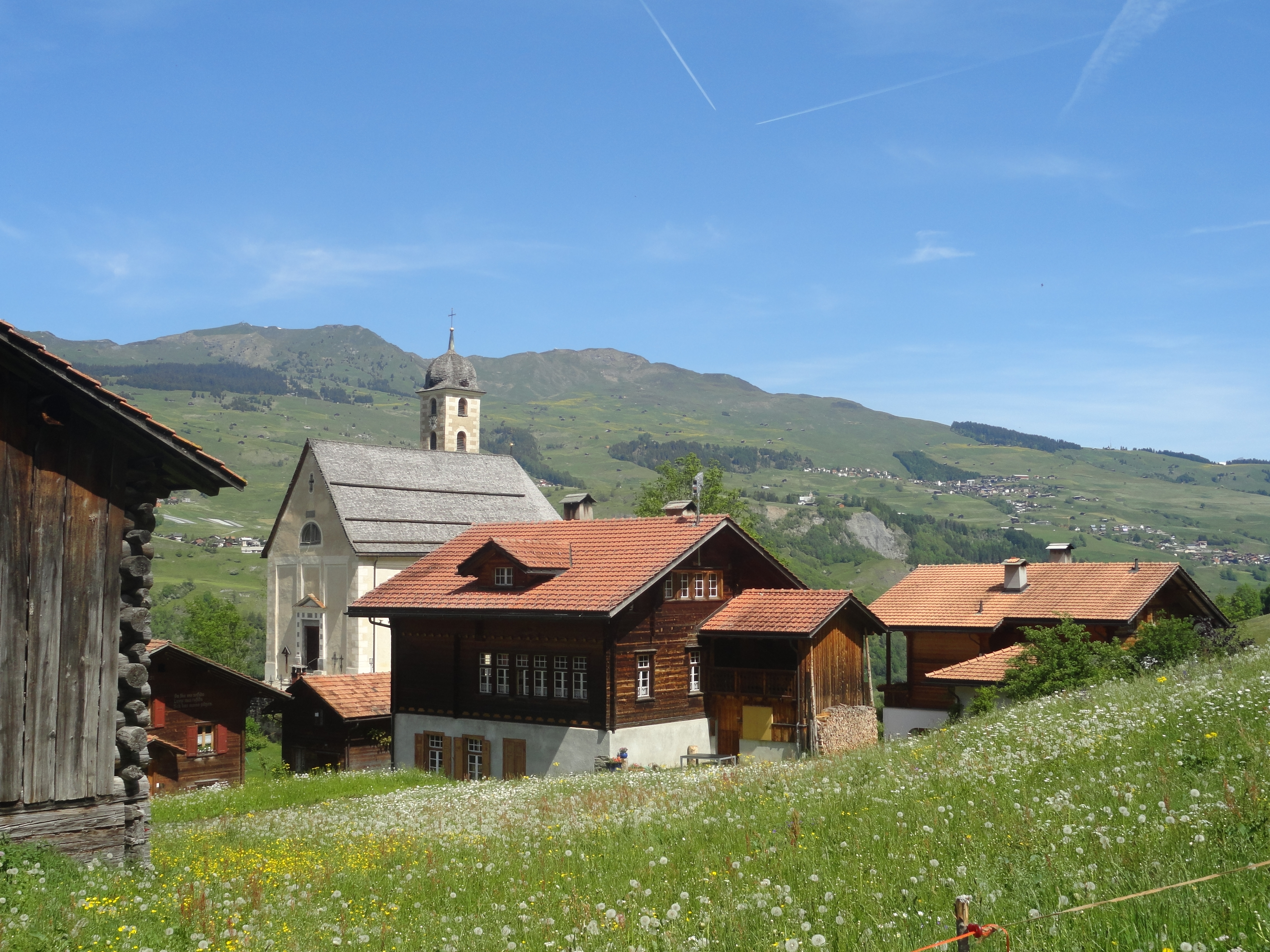
Dorf Tersnaus mit Kirche St. Apollinarius und Maria Magdalena

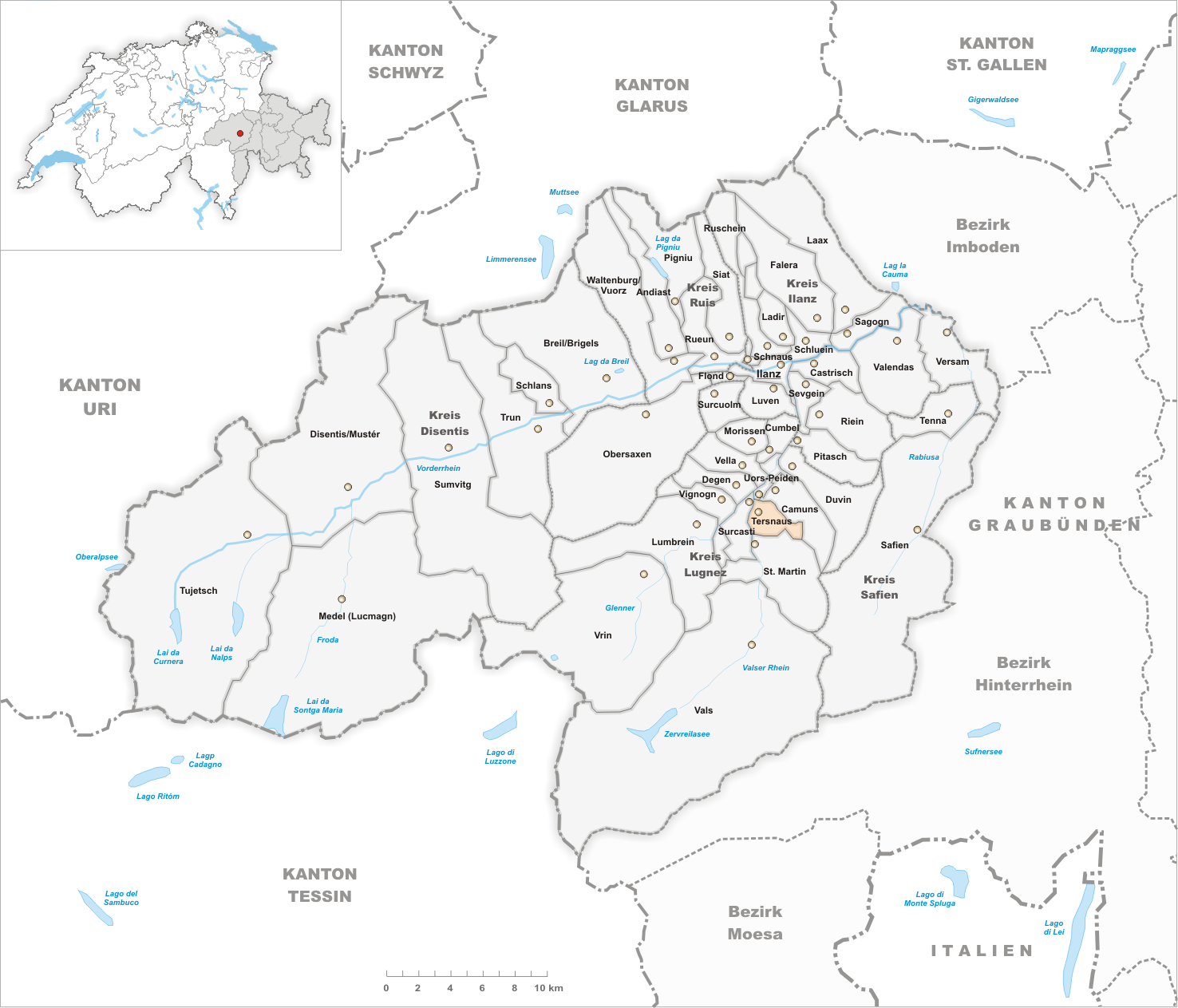
Gemeindestand vor der Fusion am 1. Januar 2002

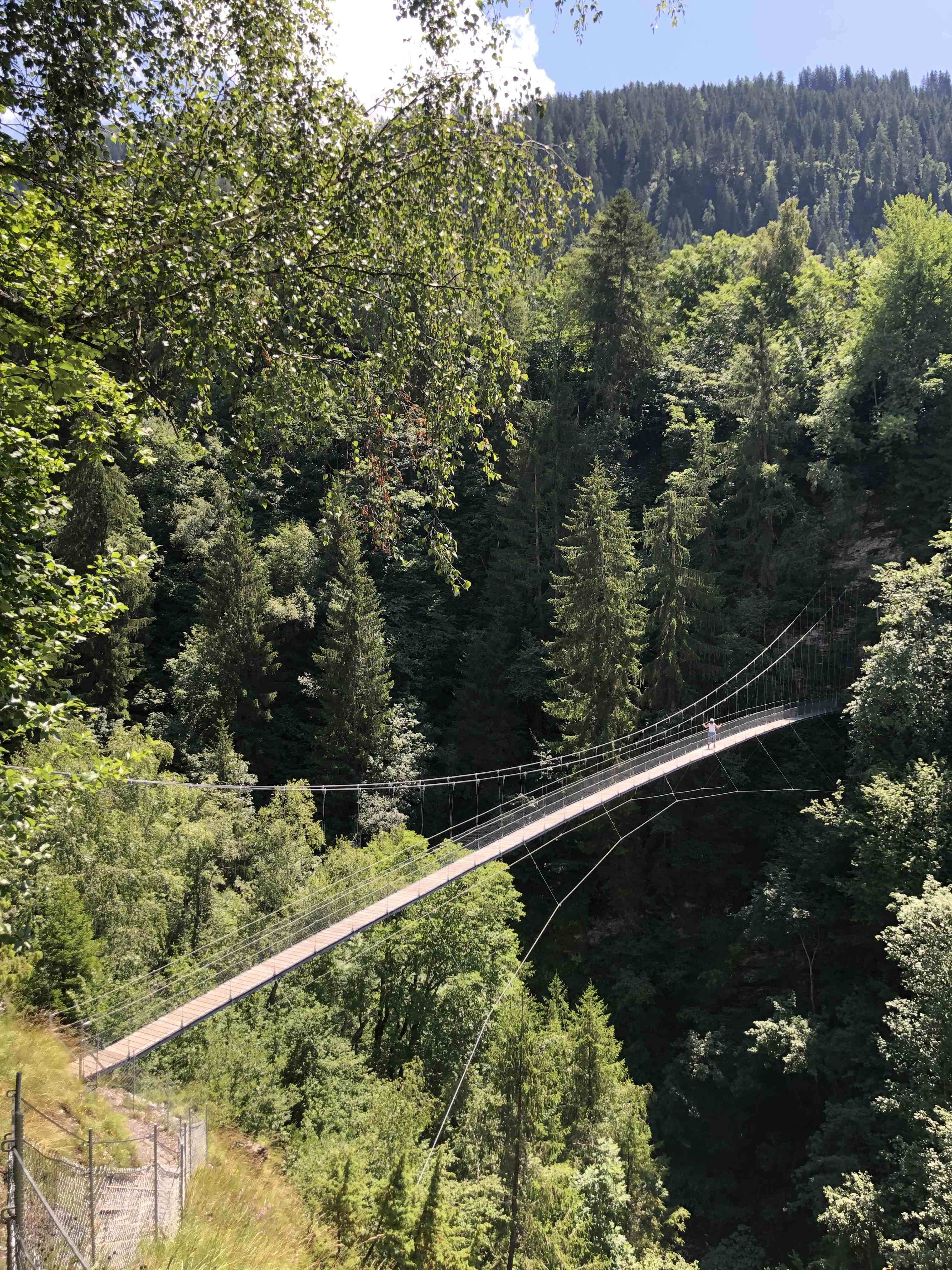
Fussgänger-Hängebrücke zwischen Tersnaus und Camuns

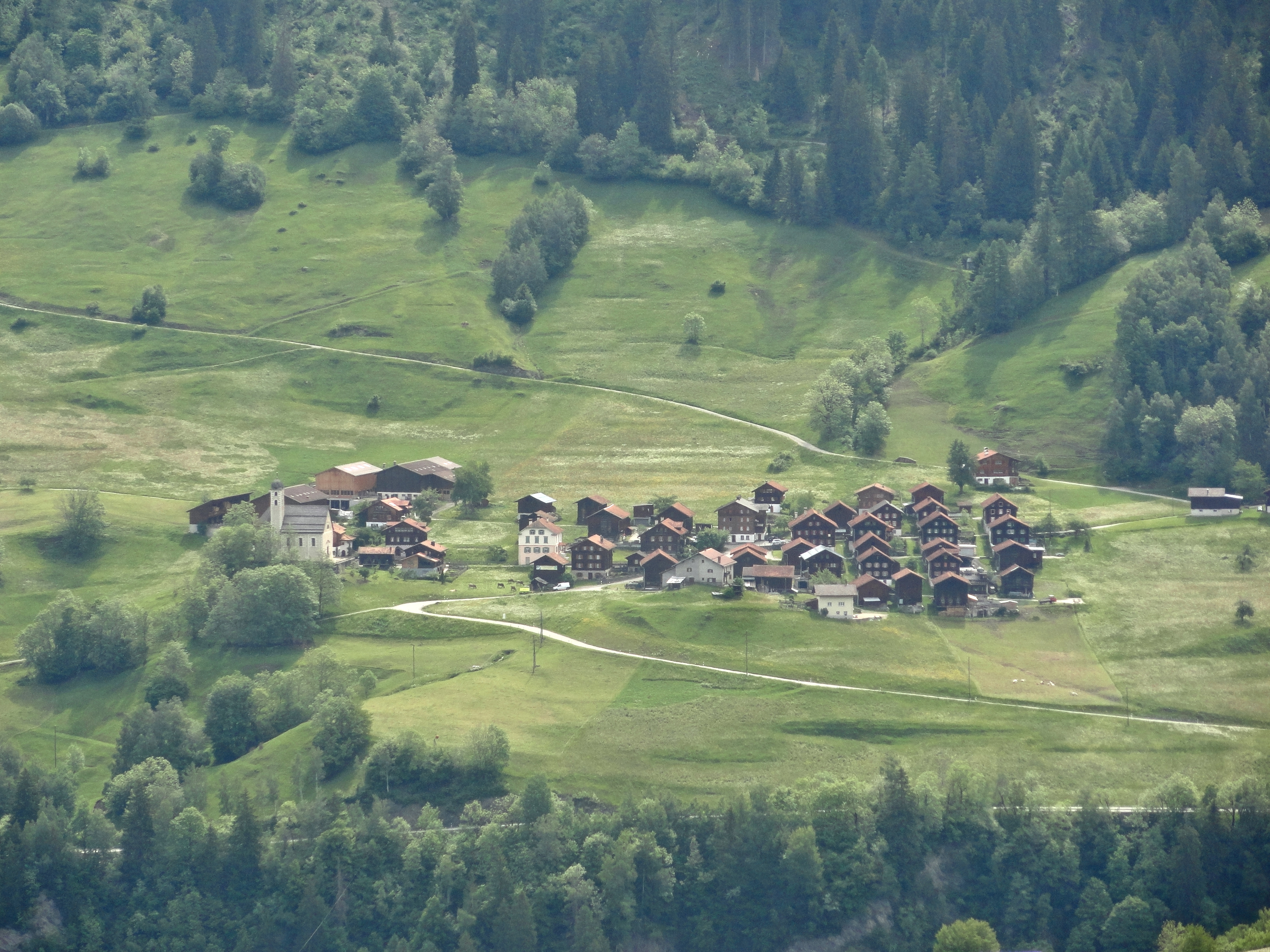
Ansicht von Westen

Der Name Tersnaus wird 1362 als Terzenaus erstmals erwähnt. Nahe der Kirche wurden Schalensteine gefunden. Tersnaus war ab dem 11. Jahrhundert Ausbaugebiet der Romanen. Die Siedlung stand als Lehen des Bistums Chur ab 1368 unter der Herrschaft der Herren von Tersnaus und Valendas, im 15. Jahrhundert unter den Sax-Misox. Die Herren von Tersnaus besassen Güter in St. Martin und in Valendas. Ab 1538 bildete Tersnaus mit Uors, Camuns und Duvin eine Nachbarschaft. Gemeinsam mit Camuns und Surcasti löste sich Tersnaus 1528 von der Pfarrkirche St. Vinzenz in Vella. Am 9. Juni 1528 schlossen sich diese drei Dörfer zu einer gemeinsamen Pfarrei zusammen. Am 14. Juni 1669 gründete Tersnaus zusammen mit St. Martin eine eigene Pfarrei. Die katholische Pfarrkirche St. Apollinaris und Maria Magdalena wurde 1345 erstmals erwähnt. Die heutige Pfarrkirche stammt in ihrer heutigen Form aus dem Jahr 1672.
Ab 1395 begannen die Walser aus dem benachbarten Vals in klimatisch günstigere Regionen einzuwandern. Einige liessen sich auch in Tersnaus nieder. Um einer Überfremdung vorzubeugen, erliessen die Tersnauser 1547 ein Verbot, das den Valsern den Kauf von Land im Dorf verunmöglichte, bekannt geworden als sogenanntes Lugnezer Heiratsverbot. Der Graf von Sax-Misox verbot damals die Heirat zwischen romanischsprachigen Einheimischen und zugewanderten Walsern, was jedoch wirtschaftlich unter anderem im Lehenswesen begründet war und kaum linguistisch. An die Zeiten der Walser erinnern in Tersnaus nebst Familiennamen deutscher Herkunft die Kirchenglocke St. Theodul aus dem Jahr 1395 – St. Theodul ist der Schutzpatron der Valser.
Am 18. Juli 1900 ereignete sich ein Grossbrand, dem fast das ganze Bergbauerndorf zum Opfer fiel. Nur ein Haus, die Kirche und ein Stall wurden gerettet. Das Dorf wurde schachbrettartig neu angelegt und eine Zufahrtsstrasse zur Hauptverkehrsachse im Tal erstellt, was den Pendlerverkehr nach Vella, Vals und Ilanz begünstigte. Nachteilig wirkte sich die Hanglage im Bereich eines Schuttfächers aus, sodass der Dorfbach das Dorf mehrmals durch Rüfen schädigte und eine erneute Verbesserung der Infrastruktur nötig machte.
Einige technische und strukturelle Infrastrukturen brachten den alpinen Dorfbewohnern Erleichterungen. 1918 erstellte man die erste Telefonleitung ins Dorf, 1940 wurde die Wasserversorgung saniert und 1960 die Kanalisation gebaut. Ab 1973 besass Tersnaus jedoch keine eigene Schule mehr, die Kinder werden per Bus in den Nachbarorten beschult. Das Fehlen einer elementaren Infrastruktur führte zu Abwanderungen. Mit Suraua bestand ab den 1970er Jahren eine Kulturgemeinschaft. Seit 2017 besteht eine Wanderwegverbindung durchs angrenzende Tobel Val da Tersnaus mittels einer Seilbrücke nach Camuns. Tersnaus lebt weitgehend von Holzverkauf und Wasserzinsen. Attraktiv für den Tourismus sind die ruhige Wohnlage und das Maiensäss- und Waldgebiet mit dem Schutzwald oberhalb des Dorfes.
Dank staatlichen Beiträgen des Kantons Graubünden durch den Finanzausgleich und namhaften Patenschaftsbeiträgen gelang es, eine Überschuldung der finanzschwachen und wenig leistungsfähigen Gemeinde zu verhindern. Mittels eines Eingemeindungsvertrages wurden am 31. August 2001 durch den Bündner Grossen Rat vier strukturschwache Gemeinden zur neuen Gemeinde Suraua fusioniert. Ziel war die Strukturen und die wirtschaftliche Entwicklung zu stärken, was jedoch nur bedingt Erfolg brachte. Heute ist Tersnaus eine Fraktion der fusionierten Lugnezer Grossgemeinde Lumnezia.
→ siehe auch Abschnitt Geschichte im Artikel Lumnezia

## Bevölkerung
| Bevölkerungsentwicklung | Bevölkerungsentwicklung | Bevölkerungsentwicklung | Bevölkerungsentwicklung | Bevölkerungsentwicklung | Bevölkerungsentwicklung |
| ----------------------- | ----------------------- | ----------------------- | ----------------------- | ----------------------- | ----------------------- |
| Jahr                    | 1850                    | 1900                    | 1950                    | 1980                    | 2000                    |
| Einwohner               | 228 (mit St. Martin)    | 60 (ohne St. Martin)    | 129                     | 66                      | 70                      |

Nach Abwanderungen zählte das Dorf im Jahr 2000 nur noch 70 Einwohner, während es 1950 noch 129 Einwohner waren; 74 % der Bevölkerung waren damals rätoromanischer Muttersprache.

## Sehenswürdigkeiten

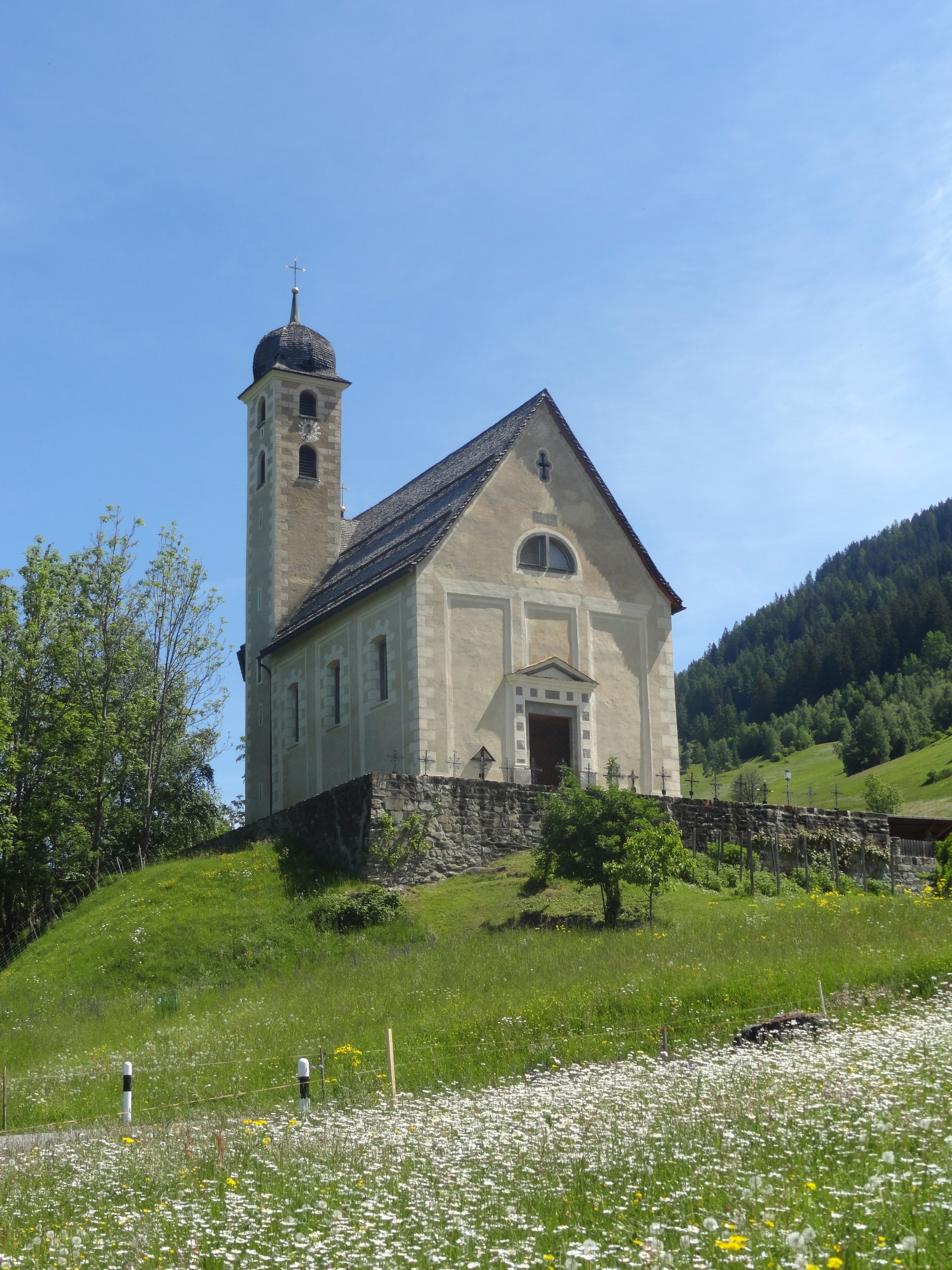
Katholische Pfarrkirche St. Apollinaris und Maria Magdalena

- Kirche St. Apollinarius und Maria Magdalena

## Persönlichkeiten
- Nino Schurter (* 1986), Mountainbiker, in Tersnaus geboren und aufgewachsen
- Appolinarius Anton von Albin (1771 – 1830), Studium in Dillingen und Wien, lebte in Moskau, Theologe, Praktischer Arzt, Balneologe, Leibarzt am russischen Hofe